# Fejedelem kertje
A Fejedelem kertje Csíkmadaras határában, a Nagymadaras elnevezésű patak vize mellett elterülő, egykori vashámor körüli terület.
Ez a terület a nevét onnan kapta, hogy az itt megtalálható vasérc bányászata és feldolgozása a kincstár tulajdonában volt. Az Erdélyben uralkodó fejedelmek több alkalommal is megerősítették a csíkmadarasi bányászmunkások kiváltságait. Iparral kapcsolatos tevékenység legutoljára a hajdani hámor területén az 1848–49-es forradalom és szabadságharc idejében zajlott, amikor a szabadságharc javára, Bodor Ferenc irányítása alatt, ágyúöntöde, valamint lőporgyár is működött ezen a helyen.
A hagyomány szerint eredetileg Csíkmadaras lakossága a Fejedelem kertjében települt.